# Alexis Santacruz
Alexis Santacruz (n. Ibarra, Ecuador; 13 de agosto de 1987) es un futbolista ecuatoriano. Juega de defensa central y su equipo actual es Imbabura Sporting Club de la Serie A de Ecuador.

## Trayectoria
Empezó su carrera futbolística en el equipo imbabureño en el año 2006, se formó e hizo las formativas en su ciudad natal, la sub-14, la sub-16, la sub-18. En 2007 pertenecía a los registros del Imbabura Sporting Club en el equipo sub-20, luego tuvo un breve paso por el Club Social y Deportivo Comercial Huaquillas de la Segunda Categoría.
Al finalizar el préstamo volvió al Imbabura Sporting Club y desde 2008 subió al equipo principal que esas temporadas peleaba en el torneo de la Serie B, así en 2010 formó parte del equipo que consiguió el subtítulo y consecuente ascenso a la Serie A. En 2011 fue cedido a préstamo de nuevo, pero esta vez fue al Mushuc Runa Sporting Club, al finalizar la campaña quedó en segundo lugar y ascendió a la Serie B.
De nuevo regresa a Imbabura que había descendido y disputa la Serie B de 2012 y 2013, en 2014 ficha por Macará de Ambato donde en el torneo 2015 marcó su primer gol en campeonatos nacionales el 6 de septiembre de 2015 en la fecha 31, convirtió el primer gol con el que Macará venció a Espoli como local por 4-0.
En 2016 estuvo toda la temporada en Técnico Universitario, fue su primera etapa con el rodillo rojo, marcó un gol en el torneo de Serie B con la camiseta de Técnico. Para 2017 vuelve a Mushuc Runa, también un solo gol esa temporada, al siguiente año consiguió el título de campeón con el equipo del pochito y ascenso a Primera División, el primero en su carrera. Fue ratificado para disputar la Serie A.
En julio de 2019 regresó a Técnico Universitario y bajo el mando de José Hernández tuvo su debut en el primer equipo en la máxima categoría del fútbol ecuatoriano el 24 de agosto de 2019, en el partido de la fecha 23 de la LigaPro Banco Pichincha ante Liga Deportiva Universitaria, fue titular aquel partido que terminó en victoria alba por 0-2. También le marcó un gol a Sociedad Deportiva Aucas. Renovó con Técnico para 2020 siendo parte del equipo titular.

## Estadísticas

### Clubes
Actualizado al último partido disputado el 1 de junio de 2024.
| Club                            | Temporada     | Liga  | Liga  | Copas nacionales | Copas nacionales | Copas internacionales | Copas internacionales | Total | Total |
| Club                            | Temporada     | Part. | Goles | Part.            | Goles            | Part.                 | Goles                 | Part. | Goles |
| ------------------------------- | ------------- | ----- | ----- | ---------------- | ---------------- | --------------------- | --------------------- | ----- | ----- |
| Imbabura S. C. · Ecuador        | 2006          | 0     | 0     | —                | —                | —                     | —                     | 0     | 0     |
| Imbabura S. C. · Ecuador        | 2007          | 0     | 0     | —                | —                | —                     | —                     | 0     | 0     |
| Imbabura S. C. · Ecuador        | 2008          | 8     | 0     | —                | —                | —                     | —                     | 8     | 0     |
| Imbabura S. C. · Ecuador        | 2009          | 16    | 0     | —                | —                | —                     | —                     | 16    | 0     |
| Imbabura S. C. · Ecuador        | 2010          | 3     | 0     | —                | —                | —                     | —                     | 3     | 0     |
| Imbabura S. C. · Ecuador        | 2012          | 25    | 0     | —                | —                | —                     | —                     | 25    | 0     |
| Imbabura S. C. · Ecuador        | 2013          | 40    | 0     | —                | —                | —                     | —                     | 40    | 0     |
| Comercial Huaquillas · Ecuador  | 2007          | 4     | 0     | —                | —                | —                     | —                     | 4     | 0     |
| Comercial Huaquillas · Ecuador  | Total         | 4     | 0     | 0                | 0                | 0                     | 0                     | 4     | 0     |
| Macará · Ecuador                | 2014          | 40    | 0     | —                | —                | —                     | —                     | 40    | 0     |
| Macará · Ecuador                | 2015          | 42    | 1     | —                | —                | —                     | —                     | 42    | 1     |
| Macará · Ecuador                | Total         | 82    | 1     | 0                | 0                | 0                     | 0                     | 82    | 1     |
| Mushuc Runa · Ecuador           | 2011          | 23    | 3     | —                | —                | —                     | —                     | 23    | 3     |
| Mushuc Runa · Ecuador           | 2017          | 42    | 1     | —                | —                | —                     | —                     | 42    | 1     |
| Mushuc Runa · Ecuador           | 2018          | 24    | 0     | —                | —                | —                     | —                     | 24    | 0     |
| Mushuc Runa · Ecuador           | 2019          | 3     | 1     | 0                | 0                | —                     | —                     | 3     | 1     |
| Mushuc Runa · Ecuador           | Total         | 92    | 5     | 0                | 0                | 0                     | 0                     | 92    | 5     |
| Técnico Universitario · Ecuador | 2016          | 40    | 1     | —                | —                | —                     | —                     | 40    | 1     |
| Técnico Universitario · Ecuador | 2019          | 8     | 1     | 0                | 0                | —                     | —                     | 8     | 1     |
| Técnico Universitario · Ecuador | 2020          | 29    | 0     | 0                | 0                | —                     | —                     | 29    | 0     |
| Técnico Universitario · Ecuador | 2021          | 27    | 2     | 0                | 0                | —                     | —                     | 27    | 2     |
| Técnico Universitario · Ecuador | 2022          | 12    | 1     | 1                | 0                | —                     | —                     | 13    | 1     |
| Técnico Universitario · Ecuador | Total         | 116   | 5     | 1                | 0                | 0                     | 0                     | 117   | 5     |
| Libertad · Ecuador              | 2022          | 16    | 0     | 0                | 0                | —                     | —                     | 16    | 0     |
| Libertad · Ecuador              | Total         | 16    | 0     | 0                | 0                | 0                     | 0                     | 16    | 0     |
| Imbabura S. C. · Ecuador        | 2023          | 35    | 0     | —                | —                | —                     | —                     | 35    | 0     |
| Imbabura S. C. · Ecuador        | 2024          | 7     | 0     | 0                | 0                | —                     | —                     | 7     | 0     |
| Imbabura S. C. · Ecuador        | Total         | 134   | 0     | 0                | 0                | 0                     | 0                     | 134   | 0     |
| Total carrera                   | Total carrera | 444   | 11    | 1                | 0                | 0                     | 0                     | 445   | 11    |
| 1.                              |               |       |       |                  |                  |                       |                       |       |       |

## Palmarés

### Campeonatos nacionales
| Título  | Club        | País    | Año  |
| ------- | ----------- | ------- | ---- |
| Serie B | Mushuc Runa | Ecuador | 2018 |